# Мачево (Вологодская область)
Мачево — деревня в Шекснинском районе Вологодской области.
Входит в состав сельского поселения Юроченского, с точки зрения административно-территориального деления — в Юроченский сельсовет.
Расстояние по автодороге до районного центра Шексны — 42 км, до центра муниципального образования Юрочкино — 6 км. Ближайшие населённые пункты — Глядково, Капустино, Ханево.
По переписи 2002 года население — 21 человек (9 мужчин, 12 женщин). Всё население — русские.